# Омельченко Григорій Омелянович
Григо́рій Омеля́нович Оме́льченко (нар. 4 травня 1951, с. Новоселиця, Полтавська область) — український політик, колишній народний депутат України, Герой України (2010). Кандидат юридичних наук, доцент, генерал-лейтенант.

## Освіта
У 1976 році закінчив юридичний факультет Київського університету за спеціальністю «юрист».

## Кар'єра
У 1968–1969 роках — робітник радгоспу, с. Дібрівка Миргородського району, Полтавської області.
У 1969–1971 роках служив у армії.
З 1971 по 1976 рік був студентом Київського університету.
З 1976 по 1983 рік працював слідчим, старшим слідчим, заступником начальника слідчого відділу у МВС УРСР.
У 1983–1986 роках — ад'юнкт Київської вищої школи міліції МВС СРСР.
З 1986 по 1992 роки — викладач, старший викладач, в.о. доцента у Київській вищій школі міліції (тепер Українська академія внутрішніх справ).
У липні 1990 року був делегатом XXVIII з'їзду КПРС.
Висувався кандидатом в народні депутати України у березні 1990 року по округу № 7 (9.4 % голосів, 4-е місце серед 22-х претендентів).
Один із засновників Спілки офіцерів України (СОУ), почесний голова Спілки. З березня 1992 року по квітень 1993 — голова СОУ, потім (з 1993 по 1998) заступник голови СОУ.
У 1992–1994 роках працював начальником відділу боротьби з корупцією і організованою злочинністю в Головному управлінні військової контррозвідки СБУ. Був консультантом Комісії з питань оборони і державної безпеки Верховної Ради України 12(1) скликання.
Народний депутат України 2-го скликання з березня 1994 року (1-й тур) до квітня 1998 року, Кременчуцький-Крюківський виборчий округ № 322, Полтавська область, висувався виборцями. Голова Комітету з питань боротьби з організованою злочинністю і корупцією. Член групи «Реформи». 1-й тур: з'яв. 76,6 %, за 61,86 %. 11 суперників (основний — Михайлов В. Д., н. 1944, член КПУ; Сталеливарний завод м. Кременчука, начальник відділу; член ЦК КПУ; 1-й тур — 9,41 %).
У грудні 1997 — липні 2000 років — член Координаційної ради з питань судово-правової реформи при Президентові України.
З березня 1998 року по квітень 2002 — народний депутат України 3-го скликання, виборчий округ № 146, Полтавська область. З'явилось 70,1 %, за 29,4 %, 10 суперників. На час виборів: народний депутат України. Був кандидатом в народні депутати України від виборчого блоку «Вперед, Україно!», № 2 в списку.
З липня 1998 року по лютий 2000 — член Комітету з питань законодавчого забезпечення правоохоронної діяльності та боротьби з організованою злочинністю і корупцією, член Комітету з питань боротьби з організованою злочинністю і корупцією (з лютого 2000 року), голова депутатської слідчої комісії (з червня 1999 року). Уповноважений представник групи «Незалежні» (липень 1998 — березень 2000).
Спільно з народним депутатом А. Єрмаком проводив депутатське розслідування щодо причин доведення банку «Україна» до банкрутства та його ліквідації.
З грудня 1999 року по листопад 2005 — заступник голови Української республіканської партії «Собор».
З квітня 2002 року по квітень 2006 — народний депутат України 4-го скликання від Блоку Ю.Тимошенко, № 3 в списку. На час виборів: народний депутат України, член УНП «Собор». З травня 2002 року член фракції Блоку Ю.Тимошенко, заступник голови Комітету з питань боротьби з організованою злочинністю і корупцією (з червня 2002 року).
У 2002–2005 роках — голова ВГО "Спілка офіцерів України".
У 2006–2007 роках народний депутат України 5-го скликання від Блоку Ю.Тимошенко, № 7 в списку. На час виборів: народний депутат України, безпартійний.
У 2007–2012 роках — народний депутат України 6-го скликання від Блоку Ю.Тимошенко, № 7 в списку. На час виборів: тимчасово не працював, член ВО «Батьківщина». З 23 листопада 2007 по 21 вересня 2010 — член фракції «Блок Юлії Тимошенко». Голова підкомітету з питань міжнародного співробітництва у сфері боротьби з організованою злочинністю і тероризмом та протидії легалізації (відмиванню) доходів, одержаних злочинним шляхом Комітету Верховної Ради України з питань боротьби з організованою злочинністю і корупцією.
21 серпня 2006 року — присвоєно військове звання генерал-майора.
21 серпня 2007 року — присвоєно військове звання генерал-лейтенанта.
14 жовтня 2009 року — написав заяву про вихід з партії ВО «Батьківщина». 22 жовтня того ж року його було виключено з фракції БЮТ.
У 2012 році балотувався до Верховної Ради як 10-й номер списку політичної партії «Наша Україна».

## Нагороди
- Звання Герой України з врученням ордена Держави (8 лютого 2010) — за визначні особисті заслуги в утвердженні незалежної Української держави, самовідданість у відстоюванні конституційних прав і свобод громадян України, багаторічну плідну законодавчу і громадсько-політичну діяльність[11]
- Орден князя Ярослава Мудрого V ст. (4 травня 2007) — за вагомий особистий внесок у розбудову правової держави, зміцнення законності та правопорядку, багаторічну законотворчу і громадсько-політичну діяльність[12]

## Особисте життя
Сини: Сергій (1976 р.н.) та Андрій (1980 р.н.). 
Майстер спорту з рукопашного бою.